# Карате клуб Слога
Карате клуб „Слога-Хемофарм“ је карате клуб из Добоја. 

## Историјат
Основан је 26. јануара 1976. За првог предсједника клуба изабран је Јован Жилић из Костајнице, а за тренере Бранислав Жилић и Ненад Гојковић. Маја 1992, због ратних дејстава, клуб је престао да дјелује, а децембра исте године обновио је рад. Неколико пута је мијењао име: „Слога“, „Слога – Привредна банка“, „Слога – ЖГП“, „Слога – Нова форма“. Седам пута проглашен је најуспјешнијим спортским колективом Добоја. У сениорској конкуренцији каратисткиње овог клуба седам пута су освајале Куп Републике Српске, а каратисти су исти трофеј освојили три пута. Поред такмичења у Републици Српској и Босни и Херцеговини, мушка и женска сениорска екипа такмичиле су се и у Првој лиги СРЈ. Најзначајније резултате остварили су чланови клуба: Младен Плоскић (три медаље са свјетских првенстава– златна из Либереца, Чешка 2011, сребрне из Мајамија 2009. и Мелбурна 2013), Бојан Тадић (двије медаље са свјетских првенстава – сребрна из Новог Сада 2002. и бронзана из Милана 2007, те бронзана са Европског првенства у Братислави 2007), Бојан Благојевић (златна медаља са Свјетског првенства у Дармштату 2004), Стефан Радојчић (златна медаља са Свјетског првенства у Хановеру 2006), Маја Сушић (златна медаља са Свјетског првенства у Каорлеу, Италија, 2010), Тамара Стојановић (сребрна медаља са Свјетског првенства у Каорлеу, Италија, 2010), Милена Марковић (бронзана медаља са Свјетског првенства у Хановеру 2006) и др. У саставу клуба дјелују и секције у мјестима: Костајница, Љескове Воде, Осиња, Осјечани, Петрово, Подновље, Руданка. Просторије клуба и дворана претрпјеле су огромне штете у поплавама 2014, а већи дио архиве је уништен. Године 2021. клуб је имао око 350 чланова и десет тренера.